# 권연우
권연우(1980년 7월 1일 ~ )은 대한민국의 배우이다. 1999년 MBC 26기 공채 탤런트로 데뷔하였다.

## 학력
- 동덕여자대학교 방송연예과 졸업

## 연기 활동

### 드라마
- 2006년 KBS2 아침드라마 《아줌마가 간다》
- 2006년 MBC 수목미니시리즈 《궁》 ... 곽 상궁 역
- 2004년 MBC 창사특별기획드라마 《연화도》
- 2004년 MBC 일요아침드라마 《물꽃마을 사람들》 ... 가정과 교사 민수진 역
- 2003년 MBC 일일연속극 《백조의 호수》
- 2002년 MBC 아침드라마 《내 이름은 공주》
- 2002년 MBC 단막극 《MBC 베스트극장 - 미스김은 복수할 자격이 있다》
- 2002년 MBC 월화시트콤 《연인들》
- 2001년 MBC 수목드라마 《가을에 만난 남자》
- 2001년 MBC 일일연속극 《결혼의 법칙》
- 2001년 KBS2 주간단막극 《부부클리닉 사랑과 전쟁》 ... 게스트 역
- 2001년 MBC 단막극 《MBC 베스트극장 - 닭싸움》
- 2001년 MBC 미니시리즈 《호텔리어》
- 2001년 MBC 월화드라마 《홍국영》
- 2001년 MBC 단막극 《MBC 베스트극장 - 눈꽃》
- 2001년 MBC 단막극 《MBC 베스트극장 - 거꾸로 가는 남자》
- 2000년 MBC 미니시리즈 《비밀》
- 2000년 MBC 주간시트콤 《세 친구》 ... (단역)
- 2000년 MBC 주말연속극 《사랑은 아무나 하나》
- 2000년 MBC 수목미니시리즈  《이브의 모든 것》
- 2000년 MBC 일일연속극 《당신 때문에》
- 1999년 MBC 창사특별기획 《허준》 ... 의녀 역
- 1999년 MBC 아침드라마 《아름다운 선택》
- 1999년 MBC 일일연속극 《날마다 행복해》
- 1999년 MBC 단막극 《MBC 베스트극장 - 아가, 엄마야》
- 1999년 MBC 수목미니시리즈 《안녕 내 사랑》 ... 간호사 역
- 1999년 MBC 단막극 《MBC 베스트극장 - 첫사랑》
- 1999년 MBC 단막극 《MBC 베스트극장 - 애녹의 전성시대》
- 1999년 MBC 단막극 《MBC 베스트극장 - 아버지의 밥상》
- 1999년 MBC 단막극 《MBC 베스트극장 - 아빠 애인의 남자친구》
- 1999년 MBC 주말연속극 《장미와 콩나물》
- 1999년 MBC 수목미니시리즈 《우리가 정말 사랑했을까》
- 1999년 MBC 단막극 《MBC 베스트극장 - 이혼의 기술》
- 1999년 MBC 단막극 《MBC 베스트극장 - 남편의 못생긴 애인》
- 1999년 MBC 단막극 《MBC 베스트극장 - 장미빛 인생》
- 1998년 MBC 수목미니시리즈 《해바라기》 ... 간호사 역
- 1998년 MBC 월화미니시리즈 《애드버킷》
- 1998년 MBC 단막극 《MBC 베스트극장 - 영화처럼 청혼하는 세 가지 방법》
- 1998년 MBC 단막극 《MBC 베스트극장 - 공춘택씨의 계약결혼》
- 1998년 MBC 단막극 《MBC 베스트극장 - 해피 엔딩》
- 1998년 MBC 단막극 《MBC 베스트극장 - 산부인과에 가면 잃어버린 사랑을 찾을 수 있을까?》
- 1998년 MBC 주말연속극 《사랑과 성공》
- 1998년 MBC 수목미니시리즈 《수줍은 연인》
- 1998년 MBC 단막극 《MBC 베스트극장 - 당신의 편지를 냉동실에 보관하세요》
- 1998년 MBC 단막극 《MBC 베스트극장 - 그와 함께 타이타닉을 보다》
- 1998년 MBC 단막극 《MBC 베스트극장 - 사랑이라는 두 글자》
- 1998년  MBC 월화 미니시리즈 《세상 끝까지》
- 1998년 MBC 일요아침드라마 《사랑밖엔 난 몰라》
- 1998년 MBC 일일시트콤 《남자 셋 여자 셋》
- 1998년 MBC 일일연속극 《보고 또 보고》 ... 초등학교 직원 역
- 1998년 MBC 월화드라마 《사랑》
- 1998년 MBC 아침드라마 《맏이》
- 1997년 MBC 수목미니시리즈 《영웅신화》
- 1997년 MBC 주말연속극 《그대 그리고 나》

### 광고
- 2000년 애경산업 스파크 (이주희, 최란과 함께 출연)